# Fußballnationalmannschaft der Demokratischen Republik Kongo (Frauen)
Die Frauenfußballnationalmannschaft der Demokratischen Republik Kongo repräsentiert die Demokratische Republik Kongo im internationalen Frauenfußball. Die Nationalmannschaft ist dem kongolesischen Fußballverband unterstellt und wird von Poly Bonganya trainiert. Die kongolesische Auswahl nahm bisher zweimal an der Afrikameisterschaft teil und erreichte 1998 mit dem dritten Platz die beste Platzierung. An einer Weltmeisterschaft bzw. den Olympischen Spielen nahm man bisher nicht teil. Zuletzt scheiterte die Mannschaft in der ersten Runde der Qualifikation für die Olympischen Spiele in London mit 0:0 und 0:3 an Äthiopien.

## Turnierbilanz

### Weltmeisterschaft
| - 1991: nicht teilgenommen (1. Spiel erst 1998) - 1995: nicht teilgenommen (1. Spiel erst 1998) - 1999: nicht qualifiziert - 2003: nicht qualifiziert - 2007: nicht qualifiziert | - 2011: nicht qualifiziert - 2015: nicht teilgenommen - 2019: nicht teilgenommen - 2023: zum ersten Spiel der Afrika-Qualifikation nicht angetreten |

### Afrikameisterschaft
| - 1991: nicht teilgenommen (1. Spiel erst 1998) - 1995: nicht teilgenommen (1. Spiel erst 1998) - 1998: Dritter - 2000: zurückgezogen - 2002: nicht qualifiziert - 2004: zurückgezogen - 2006: Vorrunde | - 2008: nicht qualifiziert - 2010: nicht qualifiziert - 2012: Vorrunde - 2014: nicht teilgenommen - 2016: zurückgezogen - 2018: nicht teilgenommen - 2022: nicht angetreten - 2025: Vorrunde |

### Olympische Spiele
| - 1996: nicht teilgenommen (1. Spiel erst 1998) - 2000: nicht qualifiziert - 2004: nicht qualifiziert - 2008: nicht qualifiziert | - 2012: nicht qualifiziert - 2016: nicht teilgenommen - 2020: nicht qualifiziert - 2024: nicht qualifiziert |

### Afrikaspiele
- 2003: Vorrunde[3]
- 2007: in der Qualifikation zurückgezogen
- 2011: in der Qualifikation zurückgezogen
- 2015 bis 2023: nicht teilgenommen